# State of Decay (série de jeux vidéo)
Pour les articles homonymes, voir State of Decay.
State of Decay est une série de jeux vidéo de survival horror à la troisième personne. La série est créée par Undead Labs et éditée par Xbox Game Studios. À ce jour, la franchise compte deux volets et un troisième jeu est à venir.

## Éléments communs
State of Decay est une série de jeux vidéo de survival horror. Tous les jeux proposent un monde ouvert infesté de zombies. Le système de jeu principal consiste à trouver et à fortifier des forteresses, à explorer le monde pour sauver les survivants, à collecter diverses ressources telles que de la nourriture et de l'équipement, et à défendre la base contre les attaques de zombies. Le deuxième jeu introduit le multijoueur coopératif à quatre joueurs dans la franchise.  Contrairement à de nombreux autres jeux de zombies sur le marché, State of Decay ne consiste pas à tuer des zombies. Au lieu de cela, le joueur doit essayer de les éviter, récupérer et gérer les ressources et interagir avec d'autres survivants. Selon Jeff Strain, fondateur d'Undead Labs, la série explore la façon dont les gens interagissent les uns avec les autres et font des choix dans une période de désespoir. 

## Jeux
| 2013    | State of Decay                       |
| 2014    |                                      |
| 2015    | State of Decay: YOSE                 |
| 2016    |                                      |
| 2017    |                                      |
| 2018    | State of Decay 2                     |
| 2019    |                                      |
| 2020    | State of Decay 2: Juggernaut Edition |
| 2021    |                                      |
| 2022    |                                      |
| 2023    |                                      |
| 2024    |                                      |
| À venir | State of Decay 3                     |

### State of Decay(2013)
State of Decay est le premier jeux d'Undead Labs. Initialement annoncé sous le nom de Class3, il sort sur Xbox Live Arcade pour Xbox 360 et Microsoft Windows en juin 2013. Il devient rapidement un succès commercial, se vendant à 250 000 exemplaires en deux jours. Une version améliorée du jeu, intitulée State of Decay: Year-One Survival Edition, qui introduit de nouvelles armes, véhicules et personnages, sort en 2015 pour Windows et Xbox One.

### State of Decay 2(2018)
State of Decay 2 est la suite du premier jeu. Il introduit dans la franchise un mode coopératif à quatre joueurs, qui a été abandonné dans le premier jeu en raison de ressources financières et techniques limitées,. Il sort sur Xbox One en mai 2018. Bien que l'accueil critique du jeu soit mitigé, il s'agit du jeu vidéo le plus vendu aux États-Unis au cours de son mois de sortie, avec des ventes de lancement doublant celles du premier jeu. Grâce au succès du Xbox Game Pass, le jeu compte plus de cinq millions de joueurs en 2019. Une extension, Heartland, ainsi que plusieurs éléments de contenu téléchargeable, sont publiés pour le jeu. Une version améliorée du jeu nommée Juggernaut Edition, qui ajoute de nombreuses améliorations sur la durée de vie du jeu, est publiée en mars 2020.

### State of Decay 3(à venir)
À la suite de la sortie de State of Decay 2, Microsoft acquiert entièrement Undead Labs, ce qui en fait un studio propriétaire. Il travaille sur le troisième opus de la franchise, qui devrait sortir sur Windows et Xbox Series.

## Projet annulé
Class4 est à l'origine destiné à faire suite au premier jeu. Il est imaginé comme un jeu de rôle en ligne massivement multijoueur. Cependant, le concept est abandonné à la suite du succès de State of Decay, car les fans du jeu demandent une suite plus étendue et plus raffinée au lieu d'un jeu radicalement différent.

### Traduction
- (en) Cet article est partiellement ou en totalité issu de l’article de Wikipédia en anglais intitulé « State of Decay » (voir la liste des auteurs).